# Wilson Francisco Alves
Wilson Francisco Alves – meist nur kurz Wilson genannt – (* 21. Dezember 1927 in Rio de Janeiro; † 12. Juli 1998 in São Paulo) war ein brasilianischer Fußballspieler und -trainer. Der Verteidiger hatte seine größten Erfolge in den 1940er und 1950er Jahren mit dem seinerzeit als Expresso da Vitória seine Glanzzeit durchlaufenden CR Vasco da Gama. Mit der Nationalmannschaft gewann er die Südamerikanische Meisterschaft. Ein Höhepunkt seiner Jahre als Trainer war der Gewinn der Staatsmeisterschaft von Paraná.

## Leben
Wilson begann mit dem Fußball im Alter von 16 Jahren beim örtlichen Verein EC São José in Rio de Janeiro.  Von 1943 bis 1952 spielte er beim CR Vasco da Gama, mit dem er fünf Mal die Staatsmeisterschaft von Rio de Janeiro gewann. Höhepunkt seiner Zeit beim Verein war aber wohl der Sieg beim Campeonato Sudamericano de Campeones von 1948 in Santiago de Chile, dem offiziellen Vorläufer der heutigen Copa Libertadores. Vom entscheidenden Spiel gegen den argentinischen Meister River Plate wird berichtet, dass er den aufstrebenden Star Alfredo Di Stéfano „perfekt gedeckt“ habe. Weitere bedeutende Spieler jener Mannschaft Vascos, die sich weiland den Beinamen Expresso da Vitória ("Siegese-Express") erwarb und ursprünglich von Ondino Viera und ab 1947 von Flávio Costa trainiert wurde, waren unter anderem Spielführer Augusto, Torwart Moacyr Barbosa sowie die Stürmer Jair da Rosa Pinto, Ademir de Menezes und Chico.
Wilson gehörte auch zum Stamm der brasilianischen Nationalmannschaft, die die Südamerikanische Fußballmeisterschaft von 1949 gewann. Seine fünf Partien bei diesem Turnier blieben aber seine einzigen Länderspiele.
Wilson beendete seine Spielerlaufbahn bis 1957 bei Portuguesa in São Paulo und dem FC Santos, mit dem er 1955 und 1956 die Staatsmeisterschaft von São Paulo gewann. Anschließend begann Wilson, der oft – nach Morro do Capão in Rio, wo er geboren wurde – Capão genannt wurde, eine Karriere als Trainer.
1966 und 1967 führte er Portuguesa durch die Spiele des Torneio Roberto Gomes Pedrosa, dem Vorläufer der heutigen nationalen Meisterschaft. Zwischen 1977 und 1982 begleitete er Grêmio Maringá, den EC Comercial aus Campo Grande (MS) und den América FC aus São José do Rio Preto (SP) durch die nationale Meisterschaft.
Meist aber war er in kleinen und mittelgroßen Städten mit ebensolchen Vereinen tätig. 1961 führte er dabei den Verein A Prudentina EA aus Presidente Prudente erstmals in die erste Liga von São Paulo. Mit Grêmio Maringá gewann er 1977 die Staatsmeisterschaft von Paraná durch einen Erfolg in den Finalspielen über den Traditionsverein Coritiba FC. Mit EC São Bento aus Sorocaba (SP) gewann er die Hinterlandmeisterschaft (Campeonato do Interior) des Staates São Paulo der Jahre 1964 und 1965. 1981 besiegte er mit dem Verein die Nationalmannschaft von Saudi-Arabien mit 1:0. Darüber hinaus trainierte er zahlreiche weitere Vereine im sogenannten Hinterland. Die Fachzeitschrift Placar bezeichnete ihn 1975 in einem ihm gewidmeten Artikel als den bestbezahlten Trainer des Hinterlandes, als einen Trainer der mehr auf Freundschaft unter den Spielern als auf "komplizierte Taktik" Wert legte.
Wilson Francisco Alves, der Capão, verstarb am 12. Juli 1998 im Alter von 70 Jahren – am selben Tag als Brasilien 1998 das Weltmeisterschaftsfinale in Frankreich verlor.

## Statistischer Karriereüberblick

### Spieler
Nationalmannschaft
- 1949: Brasilianische Nationalmannschaft: 5 Spiele (ohne Tor)

Vereine
- 1943: EC São José (RJ)
- 1943–1952: CR Vasco da Gama
- 1953–1954: A. Portuguesa de Desportos
- 1955–1957: FC Santos

#### Erfolge
Nationalmannschaft
- Copa América: 1949

Vereine
- Südamerikanische Meisterschaft der Meister: 1948
- Staatsmeisterschaft von Rio de Janeiro: 1945, 1947, 1949, 1950, 1952
- Staatsmeisterschaft von São Paulo: 1955, 1956

### Trainer
Vereine
- 1961: A Prudentina EA aus Presidente Prudente (SP)
- 1963–66: EC São Bento aus Sorocaba (SP)
- 1966–67: A. Portuguesa de Desportos (SP)
- 1968: Guarani FC aus Campinas (SP)
- 1968–69: América FC aus São José do Rio Preto (SP)
- 1970: EC São Bento
- 1972  América FC (SP)
- 1971: Paulista FC aus Jundiaí (SP)
- 1971: EC São Bento
- 1972: América FC (SP)
- 1973: EC Noroeste aus Bauru (SP)
- 1975: Marília AC
- 1975: EC Comercial (MS) aus Campo Grande (MS)
- 1976–77: EC Noroeste
- 1977–78: Grêmio Maringá (PR)
- 1978: EC Comercial
- 1979: América FC (SP)
- 1979–80: Marília AC
- 1980: América FC (SP)
- 1981: EC São Bento
- 1981: EC Taubaté (SP)
- 1982: Grêmio Maringá
- 1982: América FC (SP)
- 1985: Volta Redonda FC (RJ)

Erfolge
- Staatsmeisterschaft von Paraná: 1977